# Fotbal Club Vaslui
Maillots
Actualités
Le Fotbal Club Vaslui est un club roumain de football fondé en 2002 à Vaslui.

## Historique
- 2005 : 1re participation au championnat de 1re division (saison 2005/06)
- 2008 : 1re participation à une Coupe d'Europe (Coupe Intertoto puis Coupe de l'UEFA)

## Palmarès
- Championnat de Roumanie (Ligue I) : 
  - Vice-champion : 2012

- Championnat de Roumanie (Ligue II) : 
  - Champion : 2005
  - Vice-champion : 2004

- Coupe de Roumanie : 
  - Finaliste : 2010

- Coupe Intertoto : 
  - Vainqueur : 2008 (titre partagé)

## Performances en Coupe d'Europe
| Saison  | Compétition     | Round                | Club               | À domicile | À l'extérieur |  |
| ------- | --------------- | -------------------- | ------------------ | ---------- | ------------- |  |
| 2008-09 | Coupe Intertoto | 3e tour              | FK Neftchi Bakou   | 2–0        | 1–2           |  |
| 2008-09 | Coupe UEFA      | 2e tour qualificatif | Liepājas Metalurgs | 3–1        | 2–0           |  |
| 2008-09 | Coupe UEFA      | 1er tour             | Slavia Prague      | 1–1        | 0–0 (a)       |  |
| 2009–10 | Ligue Europa    | 3e tour qualificatif | Omonia Nicosie     | 2–0        | 1–1           |  |
| 2009–10 | Ligue Europa    | Play–Off Round       | AEK Athènes        | 2-1        | 0-3           |  |
| 2010–11 | Ligue Europa    | Play–Off Round       | Lille OSC          | 0-0        | 0-2           |  |

## Quelques anciens joueurs
- Adaílton
- Serge Akakpo
- Piotr Celeban
- Lucian Burdujan
- Viorel Frunză
- Gladstone
- Hugo Luz
- Dušan Kuciak
- Dorinel Munteanu
- Ousmane N'Doye
- Paul Papp
- Lucian Sânmărtean
- Wesley
- Willian
- Stéphane Zubar
- Marius Niculae

## Anciens entraîneurs
- Mircea Rednic
- Dorinel Munteanu
- Viorel Moldovan
- Marius Lăcătuş
- López Caro
- Augusto Inácio